# جائزة سان مارينو الكبرى 1988
جائزة سان مارينو الكبرى 1988 هو سباق فورمولا 1 أقيم بتاريخ 1 مايو 1988 في حلبة إنزو دينو فيراري، إيمولا، إميليا-رومانيا، إيطاليا. كان الثاني من أصل 16 في بطولة العالم لسباقات الفورمولا واحد موسم 1988. حلّ البرازيلي آيرتون سينا أولا بينما جاء الفرنسي ألن بروست في المركز الثاني وحصل على المركز الثالث البرازيلي نيلسون بيكيه.